# لوسي هريش
لوسي هريش (بالعبرية: לוסי אהריש‏) (وُلدت في 18 سبتمبر 1981)، صَحَفية عربية إسرائيلية وممثلة، مقدِّمة النشرة الرئيسة في القناة الدَّولية آي24 نيوز الإنكليزية، والمديرة المسؤولة عن النشَرات الإخبارية في القناة باللغتين الإنكليزية والعربية. دخلت الحقل الإعلامي منذ أكثر من عشرة أعوام، لتكون علامة فارقة في مجتمعها كونها العربية الإسرائيلية الأولى التي تمارس العمل الإعلامي بتقديم النشرة الإخبارية باللغة العبرية في تلفاز القناة العاشرة الإسرائيلية.

## سيرتها
وُلدت لوسي هريش في مدينة ديمونا، جنوبي إسرائيل، في 18 سبتمبر 1981، لعائلة عربية مسلمة من والدَين هما معروف وسلوى هريش، متحدِّرَين من مدينة الناصرة. تلقت تعليمها الابتدائي حتّى الثانوية العامَّة في مدارس ديمونا التي يقطنها سكان يهود. حصلت على اللقب الأول في المسرح والعلوم السياسية من الجامعة العبرية في القدس. وأنهت مسيرتها بالحصول على شهادة في حقل الإعلام، حيث درست الصِّحافة في مدينة تل أبيب قبل أن تسافر إلى ألمانيا كي تتدرَّب في الإذاعة الألمانية.
تزوَّجت لوسي هريش الممثل اليهوديَّ الإسرائيلي تساحي هليفي في حفل خاص في 10 أكتوبر من عام 2018، بعد عَلاقة استمرَّت أربع سنوات ظلَّت سرِّية حتى ذلك الحين خوفًا من المضايقات. أدى زواجهما إلى جدل عام في المجتمع الإسرائيلي، إذ انتقد أورن حزان من حزب الليكود الإسرائيلي والنائب في الكنيست العشرين، فعلهما على أنه "استيعاب" مرفوض، في حين هنَّأ العديد من أعضاء الكنيست، ومنهم مسؤولون حكوميون، الزوجين، ووصفوا زملاءهم بأنهم «عنصريون».
ولدت لوسي في آذار 2021 ابنها الأول ثمرة هذا الزواج.

## عملها
عملت بعد عودتها إلى إسرائيل مدة قصيرة جدًا لم تتعدَّ الأسبوعين في صحيفة يديعوت أحرونوت، إحدى أكبر الصحف الإسرائيلية، مراسلةً لشؤون المواطنين العرب في إسرائيل. وتلقَّت في أعقاب ذلك عرضًا للعمل في القناة الإسرائيلية العاشرة لمقدِّمة نشرة الأخبار باللغة العبرية، ومع الوقت عملت أيضًا مراسلة للشؤون الفلسطينية.
استمرَّ مشوارها في القناة العاشرة عامًا ونصف العام، انضمَّت بعدها إلى غاي بينيس، أحد الإعلاميين المشهورين، في تقديم برنامج، وتزامن ذلك مع التحاقها بالعمل في سلطة البث الإسرائيلية (التلفزيون الإسرائيلي الرسمي).

## محطاتها الإعلامية
- قدمت برنامج «فريق الأحلام» مع جاكي ليڤي ودرور رفائيل حيث كانت تستضيف أكاديميين، ومحللين، وممثلين، وغيرهم.
- قدمت برنامجًا للأطفال والشباب «النشرة» في القناة الأولى التابعة لسلطة البث الإسرائيلية.
- شاركت عام 2009 عمونائيل روزين، ومايا بنغال في تقديم البرنامج الصباحي في إذاعة إيكو FM99.
- شاركت يوئاڤ ليڤي عام 2012 في تقديم البرنامج الصباحي «يوم جديد» على شاشة القناة الثانية.
- شاركت في البرنامج الكوميدي «خارج القانون» (بالعبرية: מחוץ לחוק) إلى جانب روعي ليڤي.
- بدأت عام 2013 بتقديم النشرة الرئيسة في القناة الدَّولية i24news.
- أصبحت عام 2014 المقدمة الرئيسة لبرنامج «حوار اليوم» على القناة الثانية.

تتميَّز هريش بشخصية جريئة، وقد سطع نجمها محليًّا بعد محاورتها صَحَفيًّا من قطاع غزة في حرب إسرائيل الأخيرة التي شنَّتها على غزة والتي أطلقت عليها اسم: "الجرف الصامد"، فقد وجَّهَت في الحوار نقدًا لاذعًا لحركة حماس، واتهمتها باستخدام المواطنين الفلسطينيين دروعًا بشرية، ودعَت سكَّان غزة لوضع حدٍّ لمعاناتهم، وطالبتهم بالتمرُّد على حُكم حماس في غزة.

## عملها في التمثيل
شاركت لوسي هريش إضافة إلى عملها الإعلامي في بعض المسلسلات والأفلام السنمائية، هي:
- تحت حرف الشمس (بالعبرية: תחת אות השמש).
- عراباني (بالعبرية: ערבני).
- سعادة مغطَّاة بلِحاف (بالعبرية: אושר עטוף בשמיכה).
- شرف العائلة (فيلم أعدَّته مجموعة من الطلاب الجامعيين أثناء الدراسة).
- حرب الزومبي العالمية (بالإنجليزية: World War Z) أدَّت فيه دور امرأة فلسطينية.
- شاركت في المسلسل الإسرائيلي الكوميدي «ارتاحي» (بالعبرية: תנוחי) الذي كانت تبثُّه قناة الكوابل الإسرائيلية «هوت» (HOT) مثّلت فيه شخصية «جهاد».

## وصلات خارجية
- لوسي هريش على موقع IMDb (الإنجليزية)
- لوسي هريش على موقع قاعدة بيانات الفيلم (الإنجليزية)
- قالب:Nrg